# 森公美子
森 公美子（もり くみこ、1959年〈昭和34年〉7月22日 - ）は、日本のミュージカル歌手、タレント、女優、声優。愛称は、モリクミ。
宮城県仙台市出身。ケイセブン中村屋（業務提携）。有限会社もりくみSHOW店所属。

## 来歴
青森県出身の父親と、宮城県出身の母親のもとに生まれる。宮城学院中学校・高等学校出身。14歳の時、ハワイで聴いたジャズ歌手・サラ・ヴォーンの歌声に魅了され、音楽の道に進むことを決意。しかし地元にジャズの専門学校がなかったため、昭和音楽短期大学に進み、クラシックを学ぶ。先輩に中島啓江がおり、親交もあった。卒業後、オペラの名門・二期会オペラスタジオに入るが、そこで自分の実力不足を痛感し、成人式の振袖代わりに親に100万円を出資してもらい、イタリアのミラノへ留学する。オペラのレッスンを続けるが、ロンドンに住む叔母のところへ訪れた際に、ミュージカル『マイ・フェア・レディ』を観て衝撃を受け、オペラからミュージカル歌手への転向を決める。
1982年に『修道女アンジェリカ』でオペラデビュー。ミュージカルデビューは1983年の東宝ミュージカル『ナイン』。オーディションで「バック転出来る?」と聞かれ、当時体重が78kgもあったが、体は柔らかく、手を床に付けたままブリッジをしてバック転も出来たことから、同作の出演が内定した。1985年、東宝ミュージカル『ラ・カージュ・オ・フォール』に出演したことで注目を集め、以降オペラやミュージカルに出演するほか、バラエティ番組やテレビドラマなどでも活躍する。『屋根の上のヴァイオリン弾き』アンサンブルとして参加した際には森繁久彌から江戸時代の最強力士である“雷電爲右エ門”にちなんだ芸名“雷電為子”の名をもらった。1989年から1990年にかけて、関根勤率いる劇団「カンコンキンシアター」の旗揚げ〜第3回公演に参加。
2001年5月上旬に年上の一般人男性と挙式し、同年11月10日に入籍。しかしその夫は2006年に交通事故に遭い、脳挫傷で重傷を負ったため、森は夫の介護やリハビリを支えながら仕事を続けている。
2006年8月19日には、世界68カ国で放送されているアメリカのディズニー・チャンネルのドラマ『スイート・ライフ』において、ホテルに泊まる日本人歌手「クミコ・モリ」役で出演。
2007年5月30日、日本クラウンよりミュージカルの代表曲を集めたアルバム『メモリー森公美子ミュージカル・ベスト I am a Singer Kumiko Mori』をリリース。6月17日にはららぽーと豊洲においてデビュー27年で初の店頭イベント（ライブ）を行った。
2015年、第40回菊田一夫演劇賞・演劇賞を受賞。

## 人物
仙台市にある実家は、美空ひばりやジャイアント馬場など数々の著名人も宿泊した老舗旅館「森末旅館」。他に長嶋茂雄（立教大学時代）、第47代横綱柏戸、江利チエミ、雪村いづみらのサインも飾ってある。また、旧日本プロレスが仙台で興行を行った時に宿泊する定宿でもあったため、馬場やアントニオ猪木、大木金太郎、坂口征二といったレスラーから可愛がってもらった。森が成人した後に馬場と再会し、「こんなに大きくなったか。大きくなり過ぎだ」と言われたというエピソードもある。また、自身が実家に住んでいた頃は小学生時代の若乃花・貴乃花兄弟の面倒を見ていた。2011年、実家のある仙台は東日本大震災で甚大な被害を受けたものの、森自身の家族は無事。しかし中高時代に共に音楽の道を目指した友人を津波で亡くしたことを、ミュージカル「レ・ミゼラブル」公演中のインタビューで涙ながらに明かした。
芸能界きってのグルメとしても知られ、料理関係の番組にも多数出演。料理をすることも好きで、レシピ本も出版している。夫を介護している事情から、料理したものを多く冷凍保存したりするために電子レンジや冷蔵庫を複数台持ち、夫専用のレンジもある。“人が食べている顔が好き”なため、人に料理をふるまうのも好きで、森の家では「森食堂」と呼ばれるパーティーがよく行われ、親友の島谷ひとみや仲間由紀恵、市村正親らが姿を見せたり、舞台の稽古場にも共演者のために手料理を持参する。また、星野園美、小林きな子、山田るま、袋小路林檎ら後輩女優の食の面倒も見ている。

## 出演

### ミュージカル
- ナイン（1983年）
- ラ・カージュ・オ・フォール - ダンドン夫人役（1985 - ）
- ラ・マンチャの男（1985年・1989年） - 家政婦 役
- 屋根の上のヴァイオリン弾き
- レ・ミゼラブル - テナルディエ夫人役（1997 - ）[19][23][24][25][26][27]
- 銀河の約束（1998）
- ビッグ・レディース・クラブ
  - （2000年9月8日 - 17日、PARCO劇場） - 主演[28]
  - （2001年4月、渋谷アックス）[29]
- ハウス食品スペシャル「こくまろな女達〜WOMAN REVOLUTION!」（2001年8月15日 - 26日、Bunkamuraシアターコクーン）[30]
- イーストウィックの魔女たち（2003年12月2日 - 29日、帝国劇場）[31]
- ベガーズ・オペラ
- スター誕生
- マイ・フェア・レディ
- ステッピング・アウト
- ダイワハウスSpecial 地球ゴージャスプロデュース公演Vol.11『X day』 （2010年7月16日 - 8月8日、天王洲銀河劇場 他）[6][32]
- 海盗セブン -  ドクマムシB子役（2012年3月 - 5月、 赤坂ACTシアター / 中京大学文化市民会館オーロラホール / 新潟テルサ / 福岡サンパレス / オリックス劇場）
- ウィズ〜オズの魔法使い〜 - 西の悪い魔女・イブリーン役（2012年9月28日 - 30日、KAAT神奈川芸術劇場ホール / 10月4日 - 7日、梅田芸術劇場メインホール / 10月18日 - 28日、東京国際フォーラムホールC / 11月3日 - 6日、中日劇場）
- Endless SHOCK（2014年2月4日 - 3月31日、帝国劇場 / 9月、梅田芸術劇場 / 10月、博多座） - オーナー役[33]
- シスター・アクト〜天使にラブ・ソングを〜 - 主演：デロリス・ヴァン・カルティエ 役[34]
  - （2013年6月1日 - 7月8日、帝国劇場 / 7月12日 - 13日、厚木市文化会館 / 7月25日 - 29日、シアターBRAVA!） ※瀬奈じゅんとWキャスト[35][36]
  - （2016年5月22日 - 6月20日、帝国劇場）※ 蘭寿とむとWキャスト[3]
  - （2019年11月 - 12月、東急シアターオーブ） ※朝夏まなととWキャスト[37]
  - （2022年11月 - 12月、東急シアターオーブ / 2022年12月29日 - 2023年1月4日、博多座）※朝夏まなととWキャスト[38]
  - （2023年11月5日 - 29日予定、東急シアターオーブ 他） ※朝夏まなととWキャスト[39]
- 一人二役 殺したいほどジュテーム（2016年10月 - 12月、シアター1010 ほか） - ルイーズ 役[40]
- ゴースト - オダ・メイ 役
  - （2018年8月5日 - 31日、日比谷シアタークリエ / 9月8日 - 10日、サンケイホールブリーゼ / 9月15日 - 16日、久留米シティプラザ ザ・グランドホール / 9月22日 - 23日、刈谷市総合文化センターアイリス）[41]
  - （2021年3月5日 - 23日、日比谷シアタークリエ / 4月4日、愛知県芸術劇場大ホール / 4月9日 - 11日、新歌舞伎座）[42]
- ABC座2020 オレたち応援屋!! On Stage（2020年10月3日 - 28日、日本青年館ホール）[43]
- 東京二期会オペラ劇場〈二期会名作オペラ祭〉NISSAY OPERA 2021提携「こうもり」（2021年11月25日 - 28日、日生劇場） - フロッシュ 役[44]
- THE MUSIC MAN（2023年4月11日 - 5月1日、日生劇場 / 5月6日・7日、御園座 / 5月13日 - 15日、梅田芸術劇場メインホール / 5月20日・21日、静岡市清水文化会館マリナート 大ホール / 5月26日 - 28日、博多座） - ユーラリー・マッケクニー・シン 役[45][46]
- チャーリーとチョコレート工場（2023年10月9日 - 31日予定、帝国劇場 / 2024年1月4日 - 15日予定、博多座 / 1月27日 - 2月4日予定、フェスティバルホール） - グループ夫人 ※鈴木ほのかとWキャスト[47]
- カム フロム アウェイ（2024年3月7日 - 5月、日生劇場 他） - ハンナ 役 他[48]
- バグダッド・カフェ（2025年11月2日 - 23日〈予定〉、シアタークリエ） - ブレンダ 役[49]

### 音楽番組
- 音楽・夢コレクション（1988年 - 1991年、NHK総合）
- 音楽バラエティー 夜にありがとう（1991年 - 1992年、NHK総合）
- 青春のポップス（NHK総合）
- 第2回家族で選ぶにっぽんの歌（1995年3月21日、NHK総合）
- NHKのど自慢 チャンピオン大会（NHK総合・ラジオ第1、平成19、21年度大会）審査員
- “花は咲く”スペシャル〜一つの歌がつむぐ物語〜（2012年9月5日、NHK総合）
- 課外授業 ようこそ先輩「世界に届け!幸せの歌～歌手・森公美子～」（2012年10月6日、NHK総合）
- 第63回NHK紅白歌合戦（2012年12月31日、NHK総合・ラジオ第1）特別企画で「花は咲く」の歌唱に出演
- THE夜もヒッパレ（日本テレビ）不定期出演
- 速報!歌の大辞テン（日本テレビ）不定期出演

### テレビバラエティ・情報番組
- 笑っていいとも!（1995年 - 1996年レギュラー・ほかの時期は不定期ゲスト出演、フジテレビ）
- ドリフ大爆笑（1995年6月20日、フジテレビ）
- 山田邦子のしあわせにしてよ（1995年4月 - 1997年3月、TBS）
- 生活ほっとモーニング（1996年 - 2010年、NHK総合）不定期出演
- 世界・ふしぎ発見!（TBS）不定期出演
- なるほど!ザ・ワールド（フジテレビ）リポーター・不定期出演[50]
- 世界の超豪華・珍品料理（フジテレビ）不定期出演
- エチカの鏡〜ココロにキクTV〜（フジテレビ）不定期出演
- ものまねバトル（日本テレビ）審査員
- 元祖あばれ寿司（2002年から年1回、ミヤギテレビ制作・日本テレビ系列）
- 食彩浪漫（2003年、NHK総合）司会
- ディズニーチャンネル開局セレモニー（ディズニーチャンネル）
- ディズニー・パラダイス（ディズニーチャンネル）
- 森公美子のゴージャスガールズ（2004年2月29日、日本テレビ）
- 愛のエプロン（テレビ朝日）不定期出演
- ナニコレ珍百景（テレビ朝日）不定期出演
- ビートたけしのTVタックル（テレビ朝日）不定期出演
- あさイチ（2010年4月 - 、NHK総合）不定期出演
- 検索deゴー! とっておき世界遺産 （2010年、NHK総合）
- 秘密のケンミンSHOW（読売テレビ制作・日本テレビ系列） - 不定期にレギュラーゲスト（宮城県代表）として出演
- スッキリ!!（日本テレビ･木曜日）
- ようこそ宇宙の特等席へ!地球周遊ナイトクルーズ（2013年1月2日、NHK BSP）
- ニョキニョキ植物王国（テレビ東京）
- 千客万来!森クミ食堂（2014年4月5日 - 2017年3月25日、BS日テレ）[20]
- 東北発☆未来塾「歌声のチカラ」（2015年1月（全4回）、NHK Eテレ）
  - 東北発☆未来塾スペシャル 響け!歌声のチカラ〜モリクミと90人の合唱団〜（2015年3月7日、NHK Eテレ） - 上記をスペシャル番組としてまとめたもの
- おいでよ!森クミの部屋（2017年4月1日 - 2017年9月23日、BS日テレ）[51]
- 夕方LIVE!キニナル（東日本放送、2017年6月7日 - ） - 水曜MC
- ヒルナンデス!（日本テレビ） - 金曜日「お取り寄せグルメ」などのグルメ企画にVTR出演

### テレビドラマ
- 金曜エンタテイメント（フジテレビ）
  - 顔に降りかかる雨（1994年5月） - ジュヌヴィエーブ松永 役
  - 大家族デカ（1997年 - 1998年） - 主演・南日向子 役
  - 電話オペレーター三人娘のOL事件簿（2002年5月10日） - 大場雪枝 役
- スペシャルドラマ・誰かが誰かに恋してる（1996年3月29日、TBS）
- 木曜の怪談ファイナル タイムキーパーズ（1997年、フジテレビ）
- 土曜ワイド劇場 （朝日放送）
  - ダイエット三姉妹の旅情事件簿」（1997年） - 柳奈加子役
  - 駅弁探偵ミステリー列車」（2001年10月20日） - 主演・花岡円 役[52]
  - グルメ弁護士VSダイエット検事（2005年）
- 理想の上司 第1話（1997年、TBS）- 富岡道代  [53]
- P.A.（プライベート・アクトレス）（1998年、日本テレビ）- 森真紀子 役
- 漫画家・真行寺華美の殺人レシピ1（1999年、TBS） -  主演・真行寺華美 役
- 意地悪ばあさんリターンズ 伝説のばあさんVS湾岸署スリーアミーゴス意地悪バトル（1999年10月12日、フジテレビ）
- 貯まる女（2000年、テレビ東京）- 立花蘭子 役
- フレーフレー人生!（2001年7月2日 - 9月10日、よみうりテレビ）[11] - 美智留 役
- 連続テレビ小説（NHK総合）
  - さくら（2002年4月 - 9月） - 松本なよ子役
  - だんだん（2008年10月 - 2009年3月）
- よい子の味方（2003年、日本テレビ）
- スイート・ライフ第49話（2006年、ディズニー・チャンネル） - クミコ・モリ役（日本語吹き替えも担当）
- 火曜ドラマゴールド アガサ・クリスティ原作「予告殺人」（2007年、日本テレビ）
- Oh!デビー（2011年10月、BSスカパー!） - 醍醐有紗役
- 家族のうた 第2話（2012年4月、フジテレビ） - 本人 役
- 魔法×戦士 マジマジョピュアーズ!（2018年11月18日 - 2019年3月24日、テレビ東京） - グラン魔役[54]

### ラジオ
- 垣花正と森公美子 あなたとハッピー!（2008年-2009年、ニッポン放送）
- 〜土曜おはようワイド〜文珍のおもしろラジオ（朝日放送ラジオ） - アシスタント

### CM・広告
- ジャスコ（現・イオン）「サンデースペシャル」（1997年）
- 日立製作所冷蔵庫
- ハウス食品
  - 「こくまろカレー」（2001年）[55]
  - 「細打ち名人」
- ノーベル製菓「のど黒飴」（2001年 - ）[55]
- 富士通ゼネラル冷蔵庫
- P&G「モノゲンユニ」
- 東北電力
- 小林製薬「消臭元」（2007年 - ）[55]
- カタログハウス「通販生活」（2010年 - ）[55]
- 富士重工業（2012年 - ）[55]
- ナショナル（現・パナソニック）
- ブロードウェイ・ミュージカル『天使にラブ・ソングを…（シスター・アクト）』（2024年7月24日 - 28日、オリックス劇場） - 大阪公演アンバサダー[56]
- 帝国劇場展〜THE WORLD OF IMPERIAL THEATRE〜（2025年3月29日 - 4月27日予定、銀座三越 新館7階 催物会場） - 井上芳雄とアンバサダー[57]

### テレビアニメ
- 毎日かあさん（2009年4月 - 2012年3月　テレビ東京） - 主役・かあさん（鴨原理恵子）役[58][59]　※主題歌も担当[60]
- おじゃる丸（2009年4月 - 2010年3月　NHK教育）第12シリーズのエンディング曲担当
- ONE PIECE（2012年10月、フジテレビ） - マリア・ナポレ役

### 映画
- 光る女（1987年、東宝）
- 劇場版ポケットモンスター 結晶塔の帝王 ENTEI（2000年、東宝） - 主題歌「虹がうまれた日」担当
- ほたるの星（2004年、角川大映映画）- 柏原あやめ 役

### 吹替
- リトル・マーメイド - アースラ役（1991年）
- ミッキーの悪いやつには負けないぞ!（2003年） - アースラ役
- 80デイズ（2004年、アメリカ）
- TAXI NY - ベル（2004年、アメリカ、TV放送版）[61]
- ウォレスとグルミット ベーカリー街の悪夢（2009年、イギリス）
- ワンス・アポン・ア・スタジオ -100年の思い出-（2023年）- アースラ役

### コンサート
- 天使にラブラブ（1997年4月、Bunkamuraオーチャードホール 他）
- 魔女にラブラブ（1998年6・7月、Bunkamuraオーチャードホール 他）
- ちょっとポップなコンサート（1999年10月 - 2000年3月、全国ツアー）
- 森公美子コンサート／ミュージカルを抱きしめて（2003年2月18日 - 23日、パルコ劇場 他）[62]
- 眠れぬ森は美女？（2008年9月、渋谷Bunkamuraオーチャードホール）
- 森公美子コンサート！カモナ・マイ・ハウス（2009年6月）
- CONCERT「THE BEST New HISTORY COMING」（2025年2月14日 - 19日、帝国劇場）[63][64]

### その他
- 東京ディズニーシー  アトラクション『アリエルのプレイグラウンド』内『アースラのダンジョン』（アースラ）
- 東京ディズニーシー  スペシャルイベント  ハーバーショー『ザ・ヴィランズ・ワールド』（アースラ）
- 東京ディズニーシー ナイトエンターテインメント ハーバーショー ［ファンタズミック!］（アースラ）
- 東京ディズニーランド ファンタジーランド・フォレストシアター 「ミッキーのマジカルミュージックワールド」（アースラ）
- 東京ディズニーシー ナイトエンターテインメント ハーバーショー「ビリーヴ！〜シー・オブ・ドリームス〜」（アースラ）
- 東京ディズニーランド　スペシャルイベント　パレード「ザヴィランズハロウィーン」（アースラ）
- ディズニーオンアイス(アースラ)

## CD

### シングル
1. What a wonderful World（1990年11月7日）
  - TBS系アニメ『三丁目の夕日』エンディングテーマ

c/w 夕焼け日誌
2. あなただけ MY LOVE（1998年4月17日）
c/w　MY LOVE
3. 虹がうまれた日（2000年9月13日）
  - 『劇場版ポケットモンスター 結晶塔の帝王』エンディングテーマ

c/w　Just Like a Rainbow
4. 桜景(オーケー)（2002年5月9日）
  - NHK連続テレビ小説『さくら』挿入歌

c/w　四季のさくら
5. おじゃる丸狂騒曲（2009年5月13日）
  - NHKアニメ『おじゃる丸』エンディングテーマ

c/w　詠人／唄：北島三郎

### アルバム
1. MY LOVE（1998年5月20日）
2. メモリー☆森公美子 ミュージカル・ベスト I am a Singer Kumiko Mori（2007年5月30日）

### 参加作品
- 花は咲く（2012年5月23日） 花は咲くプロジェクト
- KOICHI DOMOTO 「Endless SHOCK」Original Sound Track 2（2017年4月19日）[65]

## 著書
- ブラをはずして…
- やせる想い
- 森公美子のいい男といい女が集まるレシピ!